# Ferb Fletcher
Ferbs «Ferb» Fletcher es uno de los dos protagonistas principales de la serie de televisión animada Phineas y Ferb. Interpretado por el actor británico Thomas Sangster en la serie original de Phineas y Ferb y por el actor estadounidense David Errigo Jr. desde 2018, con la voz cantante del compositor de la serie Danny Jacob, fue creado por los cofundadores Dan Povenmire y Jeff «Swampy» Marsh. Apareció por primera vez en el episodio piloto de la serie, «La montaña rusa». Ferb nació el 29 de febrero.
Ferb y su hermanastro Phineas Flynn pasan los días de vacaciones de verano esforzándose por divertirse. Aparecen en la mayoría de los episodios como trama A construyendo inventos a gran escala o participando en otras actividades extravagantes. Ferb, un genio de la ingeniería, deja que Phineas hable más por la pareja y es «más un hombre de acción». Cuando Ferb habla, casi siempre lo hace en una sola frase. En una conversación en el tiempo futuro de «Phineas and Ferb's Quantum Boogaloo», se revela que estuvo en Camp David.
Ferb debe su nombre a un constructor de decorados llamado Frank Leasure, capataz de varias obras de Star Trek y amigo de Povenmire y Marsh. Su mujer Melinda, artista en Los Simpson y King of the Hill, le apodó «Ferb». En «Vanessassary Roughness», Ferb explica que su nombre es el diminutivo de algo, pero no tuvo ocasión de decirlo. En Twitter, Povenmire anunció que Ferb era en realidad el diminutivo de «Ferbs». Cuida de Vanessa Doofenshmirtz (hija del Dr. Heinz Doofenshmirtz) y la salva en el mismo episodio cuando se enreda y una cortadora de césped casi la atrapa, pero él es capaz de salvarla con una herramienta gigante que parece ser una versión exagerada de una navaja suiza. En «Summer Belongs To You» Vanessa le pregunta a Candace de qué es diminutivo Ferb; Candace se da cuenta de que ni ella misma sabe de qué es diminutivo. En el episodio de la cuarta temporada «Act Your Age», él de adolescente parece tener una relación con Vanessa. El diseño de Ferb se basa en un rectángulo y también tiene forma de «F» y está inspirado en el estilo del difunto animador Tex Avery. Como personaje, Ferb ha sido bien recibido por la crítica y aparece en varios artículos de Phineas y Ferb, como juguetes, camisetas y videojuegos.

## Papel enPhineas y Ferb
Ferb proviene de una familia ensamblada, una premisa que los creadores consideraron infrautilizada en la programación infantil y que reflejaba la propia educación de Marsh. Nunca se revela quién es la madre biológica de Ferb, pero la serie muestra que tanto Ferb como su padre Lawrence proceden de Inglaterra. Lawrence se casó con Linda, la madrastra de Ferb, tras conocerla en un concierto del grupo ficticio Love Händel en los años 90. Marsh considera que explicar los antecedentes familiares «no es importante para la vida de los niños. Son una gran familia ensamblada y eso es todo lo que necesitamos saber». Ferb y su familia viven en la ciudad ficticia de Danville, en un gran barrio suburbano. A lo largo de sus vacaciones de verano, Ferb y Phineas conciben extravagantes planes para vencer el aburrimiento mientras están sentados perezosamente bajo un árbol en su patio trasero. Phineas concibe principalmente cada proyecto, mientras que Ferb encabeza su construcción. Sus actividades van casi siempre más allá de la capacidad de un niño normal y han incluido el diseño de juguetes (en «Toy to the World»); búsqueda del tesoro (en «The Ballad of Badbeard»); ingeniería (en «It's About Time!»);It's About Time! y gestión de restaurantes (en «Chez Platypus»). La hermanastra de Ferb, Candace, siempre está intentando meter a los dos en problemas con su madre por sus artimañas, pero nunca lo consigue.

## Personaje

### Creación y concepción
Ferb fue creado por los cocreadores de Phineas y Ferb Dan Povenmire y Jeff «Swampy» Marsh, que se conocieron originalmente como maquetistas en la serie animada de Fox Network Los Simpson. Phineas y Ferb se inspiró en sus recuerdos infantiles de las vacaciones de verano; Tanto Povenmire como Marsh pensaban que el tema de la escuela en televisión había caído en la redundancia y querían crear una serie que tuviera lugar únicamente en verano.
El nombre de Ferb procede del de un amigo común de Povenmire y Marsh llamado Frank, que «posee más herramientas que nadie [que ellos] conozcan». Frank era un escenógrafo que había trabajado construyendo y diseñando decorados para series como Star Trek: Deep Space Nine. A la mujer de Frank no le gustaba su nombre y le puso el insólito apodo de «Ferb».

### Diseño y voz
A Ferb se le dio una estructura simplista para que el público infantil pudiera dibujarlo fácilmente. Al igual que los demás personajes de Phineas y Ferb, el diseño de Ferb está construido con formas geométricas en homenaje al animador Tex Avery. La cabeza de Ferb se basa en un rectángulo con la parte superior más ancha que la inferior. Para la nariz se utiliza un cuadrado y para los ojos, un óvalo en forma de huevo. El ojo más alejado de la pantalla siempre se dibuja más grande que el otro. Povenmire utiliza un proceso de nueve pasos para dibujar a Ferb, empezando por su cabeza y terminando con retoques.
En un principio, el actor Mitchel Musso iba a poner voz a Ferb. Sin embargo, cuando Phineas y Ferb se convirtió en una serie completa, Povenmire y Marsh decidieron que Ferb fuera británico y le pusieron la voz de Thomas Sangster. Sin embargo, Musso les gustó tanto que le pusieron la voz del personaje Jeremy Johnson; aunque Musso ya no ponía la voz a un personaje principal, su nuevo papel le permitía más líneas. El propio Sangster es un actor británico y fue uno de los varios miembros del reparto contratados que procedían de Inglaterra. El propio Marsh vivió siete años en el país y se aficionó a su cultura y sus gentes.

### Personalidad
Ferb fue concebido como un personaje desprovisto de mala voluntad. Marsh explicó: «Para nosotros era importante que [Phineas y Ferb] nunca hicieran nada con animadversión. Nunca intentaron meter a su hermana en problemas o burlar a su madre y salirse con la suya». En cambio, él y su hermano crean cosas por el mero placer de hacerlo o para ayudar a los demás («y para las damas»); por ejemplo, Ferb y Phineas tallan la cara de Candace en el Monte Rushmore por su cumpleaños, organiza una carrera de revancha con la antigua rival de su abuela Betty Jo, crear una casa encantada para que su amiga Isabella cure su hipo y fabricar un superordenador para saber qué hacer por su madre después de haber sido tan buena con ellos.
Povenmire y Marsh pretendían que el impulso de Ferb para crear surgiera sobre todo del deseo de divertirse, y en un episodio, «Thaddeus and Thor», Phineas confirma abiertamente que éste es el único objetivo de él y su hermano en sus planes diarios, aunque Ferb añade que también lo hacen «por las chicas».
En la presentación original a los ejecutivos de The Walt Disney Company en el extranjero, Povenmire y Marsh construyeron guiones gráficos y los grabaron con diálogos y efectos de sonido. Como prototipo, Ferb no hablaba. Sin embargo, después de considerar los «grandes dúos» de la comedia, incluidos Wallace y Gromit y Jay y Bob el silencioso, los creadores optaron por hacer que Ferb hablara al menos una vez en la mayoría de los episodios (pero en «Summer Belongs To You» habló nueve veces y en «The Lizard Whisperer» da todo un breve discurso que dura unos 45 segundos), pero que permaneciera en silencio y permitiera que Phineas hablara por él la mayor parte del tiempo. Aunque la taciturnidad de Ferb no suele comentarse en la serie, Phineas lo menciona mientras él y su hermano estaban en Inglaterra en el episodio «A Hard Day's Knight»: «Yo seré la parte de arriba, ya que tiendo a hablar más, y tú estarás en la parte de abajo por tus largas piernas de huso».
Ferb también parece poseer una buena perspicacia, que es probablemente el principal rasgo de carácter, aparte de su silencio, que distingue a su personaje de Phineas. Jean Yoo, miembro de la prensa oficial de Disney Channel, señala que cuando Ferb habla, «siempre muestra una mayor comprensión de la situación de lo que su semblante indicaría». Ferb también parece preferir cantar a hablar. Suele decir una frase por episodio, como «Los ornitorrincos son los únicos mamíferos que ponen huevos», «Bueno, él [Buford] estaba en mi cara», o «Candace, nosotros [Phineas y Ferb] somos sólo niños». También está enamorado de Vanessa Doofenshmirtz.

## Recepción
La recepción crítica del personaje ha sido generalmente positiva. Emily Ashby de Common Sense Media lo describe como un «gurú de la ingeniería» y considera que él y Phineas son «socios en el crimen». Susan Stewart, que reseña el programa en The New York Times, señala que Phineas y Ferb «trabajan a escala heroica y aparentemente no están limitados por las leyes de la naturaleza». Josh Jackson, editor de la revista Paste, enumeró el «ingenio seco» de Ferb como la tercera de las cinco razones por las que la serie es el «Mejor programa infantil de la televisión», escribiendo que «Ferb tiene más o menos una línea por episodio, pero siempre es una pasada».
Ed Stetzer, Richie Stanley y Jason Hayes, autores del libro Lost and Found: The Younger Unchurched and the Churches That Reach Them, escribieron que Ferb y Phineas, junto con el elenco de High School Musical, son ejemplos de la creación de una «cultura totalmente nueva» en los hogares. Stetzer, Stanley y Hayes continuaron escribiendo que «[N]uestra cultura se ha conectado con medios de comunicación que muestran no sólo la vida de Cenicienta y Príncipe Azul que todos deseamos, sino también la vida en la que todos vivimos con pruebas reales, alegrías reales y miedos reales».
«Backyard Beach», canción que Danny Jacob interpreta como Ferb en el episodio «Lawn Gnome Beach Party of Terror», se hizo muy popular entre los espectadores y fue votada como la segunda mejor canción de la serie por los espectadores en el evento especial de 2009, «Phineas and Ferb's Musical Cliptastic Countdown». La mejor, según los espectadores, fue «Gitchee Gitchee Goo» de «Flop Starz», en la que Jacob actúa como Ferb.

## En otros medios
Además de en la serie Phineas y Ferb, Ferb ha aparecido en otros artículos de la serie. Hasta la fecha, ha aparecido en todas las novelizaciones de Phineas y Ferb, publicadas por Disney Press. Ferb aparece en el videojuego de Nintendo DS basado en la serie, titulado simplemente Phineas y Ferb. Dan Povenmire ha declarado que no vio nada del juego hasta su fecha de lanzamiento, en la que le dieron una copia gratis.
Se han fabricado peluches del personaje, así como juguetes que representan a Phineas y Perry. Ferb también aparece en la mayoría de las camisetas de Phineas y Ferb. Ferb aparecerá en la próxima serie de cómics basada en la serie, aunque no se han confirmado los detalles. Versiones disfrazadas de Ferb y Phineas han aparecido en Disneyland, para la grabación previa del desfile anual de Navidad de Walt Disney World.